# Nurfitriyana Saiman
Nurfitriyana Saiman (n. 7 martie 1962, Jakarta, Indonezia) este o arcașă ce a reprezentat Indonezia, medaliată olimpică. A participat la 3 ediții ale Jocurilor Olimpice (1988, 1992, 1996) în care a câștigat o medalie de argint.